# 蚵仔麵線

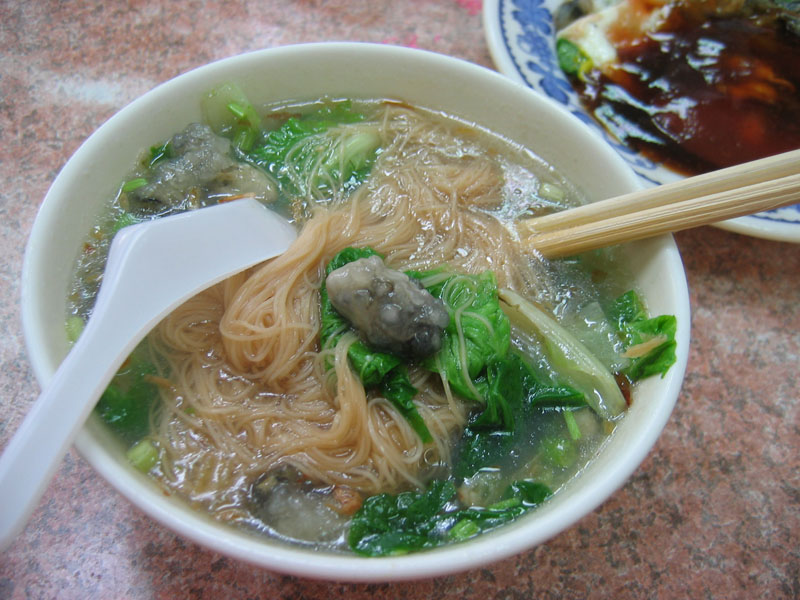

蚵仔麵線是一種風行於臺灣的麵食小吃，是以麵線製成的湯麵。依據加入配料有不同稱呼，除蚵仔之外，常見還有大腸麵線（tōa-tn̂g mī-sòaⁿ；滷好的豬大腸）。厦门、鹿港、北港與泉州稱為麵線糊。另外亦有人稱為麵線羹或麵線焿。
一碗蚵仔麵線的優劣決定於蚵的大小與新鮮度，拌太白粉時也必須注意蚵的完整性。豬大腸滷製的過程，與整碗麵線中的比例都是決定優劣的關鍵。在顧客購買蚵仔麵線時，商家通常會問要不要加辣，有些商家是以辣椒醬聞名。此外也可多加-烏醋、蒜末、芫荽等調味。

## 各地區作法
以麵線外觀分為白麵線、紅麵線，台灣蚵仔麵線較常用紅麵線。依勾芡與否分為清與糊兩派。
| 地區     | 名稱            | 麵體 | 湯底           | 配料                                                                                 | 清或糊 |
| -------- | --------------- | ---- | -------------- | ------------------------------------------------------------------------------------ | ------ |
| 台灣北部 | 蚵仔大腸麵線    | 紅   | 大骨湯、柴魚湯 | 蚵仔、大腸為主                                                                       | 糊     |
| 台灣南部 | 蚵仔麵線        | 白   | 清水           | 蚵仔、芹菜珠                                                                         | 清     |
| 鹿港     | 麵線糊/蚵仔麵線 | 紅   | 大骨湯、蝦米   | 肉羹肉/蚵仔                                                                          | 糊/清  |
| 北港     | 麵線糊          | 白   | 大骨湯         | 沖生雞蛋                                                                             | 糊     |
| 厦门     | 麵線糊          | 白   | 大骨湯         | 汤底一定有豬血，还提供滷大腸、小肠、赤肉、削骨肉、鲈鲂仔鱼、蠔仔、卤蛋、油條等選配。 | 清/糊  |
| 漳州     | 蚵仔麵線        | 白   | 清水           | 蚵仔、豬血、油條                                                                     | 清     |
| 漳州     | 蚵仔大腸麵線    | 白   | 清水           | 蚵仔、大腸、鴨血或豬血                                                               | 糊     |

如今台灣不少區域發展出特色麵線，有些麵線十分浮誇，鋪蓋各種海鮮，甚是華麗。
泉州麵線糊重在「糊」，感受地瓜粉勾芡的口感，與台灣相比，麵線若有似無。

## 芶芡用的粉
麵線芶芡可讓整碗麵線口感更滑順，專業是以地瓜粉，家用則以太白粉芶芡。店家為了結省成本，常以川燙蚵仔的水拿來作麵線的湯底，又因蚵仔需有地瓜粉裹粉才能川燙，川燙後所留下來的蚵仔地瓜粉湯，不但是湯底的好材料，又能拿來作為煮麵線芶芡的材料（因內含地瓜粉的湯），可謂一舉兩得。

## 註記
1. ↑  詳見麵線。
2. ↑  現今台灣店家多為北部作法。